# Makole község
Makole község (szlovén nyelven Občina Makole) Szlovénia 212 alapfokú közigazgatási egységének, azaz községének egyike a Podravska statisztikai régióban. Adminisztratív központja Makole város. Makole 2006-ban vált községgé. A község a történelmi szlovén Stájerország (Štajersko) régió része.

## A községhez tartozó települések
A községhez Makole székhelyen kívül a következő települések tartoznak:
- Dežno pri Makolah
- Jelovec pri Makolah
- Ložnica
- Mostečno
- Pečke
- Savinsko
- Stari Grad
- Štatenberg
- Stopno
- Stranske Makole
- Strug
- Varoš

## Népesség
| Lakosok száma | 2058 | 2080 | 2076 | 2055 | 2008 | 2026 | 2039 | 2020 | 2025 | 2042 |
|               | 2008 | 2009 | 2011 | 2012 | 2013 | 2015 | 2016 | 2017 | 2019 | 2020 |